# Casper Andersson
Johan Casper Andersson, född 31 december 1843 i Lund, död där 26 juli 1895, var en svensk läkare.
Andersson blev student vid Lunds universitet 1861, medicine kandidat 1869, medicine licentiat 1873 och medicine doktor 1877. Han var amanuens vid medicinska kliniken i Lund 1873–1874 och vid patologisk-anatomiska institutionen där 1873–1876, andre bataljonsläkare vid Södra skånska infanteriregementet 1876–1881 och förste bataljonsläkare där 1881–1890, regementsläkare där från 1890, andre stadsläkare i Lund från 1878 och läkare vid Malmöhus läns idiotanstalt i Lund samma år. Han var docent i praktisk medicin vid Lunds universitet 1878–1881 och verksam som medicinsk författare. Andersson är begravd på Norra kyrkogården i Lund.